# ディスコ・ラヴ
「ディスコ・ラヴ」(Disco Love)は、イギリスのガールズ・グループのザ・サタデイズが2013年にリリースしたシングル。

## 概要
4枚目のスタジオ・アルバム『リヴィング・フォー・ザ・ウィークエンド』から4枚目のシングルカットとしてリリースされた。イギリスのシングルチャートでは最高位5位を記録し活動休止前最後のトップ5シングルになった。

## トラックリスト
| #  | タイトル                                                       | 作詞 | 作曲・編曲 |
| -- | -------------------------------------------------------------- | ---- | ---------- |
| 1. | 「ディスコ・ラヴ」                                             |      |            |
| 2. | 「ラブ・カム・ダウン」                                         |      |            |
| 3. | 「オン・ザ・ラジオ」                                           |      |            |
| 4. | 「ディスコ・ラヴ（スターラボ・ディスコ・ラジオ・エディット）」 |      |            |

## チャート
| チャート（2013年）               | 最高順位 |
| -------------------------------- | -------- |
| イギリス（全英シングルチャート） | 5        |